# Game Critics Awards
Game Critics Awards – coroczna ceremonia przyznania nagród dla najlepszych gier komputerowych, które zostały przed premierą zaprezentowane na targach Electronic Entertainment Expo w Los Angeles. Laureatów Game Critics Awards wybierają przedstawiciele kilkudziesięciu mediów amerykańskich powiązanych z grami komputerowymi. Sama ceremonia prowadzi więc do wyłonienia gier, które cieszą się największym zainteresowaniem ze strony mediów branżowych.

## Lista najlepszych gier oryginalnych
| Rok  | Tytuł                   | Producent               | Kraj produkcji    | Źródło |
| ---- | ----------------------- | ----------------------- | ----------------- | ------ |
| 1998 | Homeworld               | Relic Entertainment     | Kanada            | [ 2 ]  |
| 1999 | Black & White           | Lionhead Studios        | Wielka Brytania   | [ 3 ]  |
| 2000 | Black & White           | Lionhead Studios        | Wielka Brytania   | [ 4 ]  |
| 2001 | Majestic                | Anim-X                  | Stany Zjednoczone | [ 5 ]  |
| 2002 | Psychonauts             | Double Fine Productions | Stany Zjednoczone | [ 6 ]  |
| 2003 | Full Spectrum Warrior   | Pandemic Studios        | Stany Zjednoczone | [ 7 ]  |
| 2004 | Donkey Kong Jungle Beat | Nintendo                | Japonia           | [ 8 ]  |
| 2005 | Spore                   | Maxis                   | Stany Zjednoczone | [ 9 ]  |
| 2006 | Spore                   | Maxis                   | Stany Zjednoczone | [ 10 ] |
| 2007 | Little Big Planet       | Media Molecule          | Wielka Brytania   | [ 11 ] |
| 2008 | Mirror's Edge           | EA Digital Illusions CE | Szwecja           | [ 12 ] |
| 2009 | Scribblenauts           | 5th Cell                | Stany Zjednoczone | [ 13 ] |
| 2010 | Dance Central           | Harmonix                | Stany Zjednoczone | [ 14 ] |
| 2011 | BioShock Infinite       | Irrational Games        | Stany Zjednoczone | [ 15 ] |
| 2012 | The Last of Us          | Naughty Dog             | Stany Zjednoczone | [ 16 ] |
| 2013 | Titanfall               | Respawn Entertainment   | Stany Zjednoczone | [ 17 ] |
| 2014 | No Man's Sky            | Hello Games             | Wielka Brytania   | [ 18 ] |
| 2015 | Horizon Zero Dawn       | Guerrilla Games         | Holandia          | [ 19 ] |
| 2016 | Horizon Zero Dawn       | Guerrilla Games         | Holandia          | [ 20 ] |